# AAI Shadow 200
Le Shadow 200 est un système léger de surveillance aérienne du champ de bataille, comprenant des drones, des systèmes modulaires d’observation, un poste de pilotage à distance, un équipement de lancement et de récupération des drones, et un module de transmission des données. Disposant d’une autonomie de 7 heures, il est transporté par 4 véhicules terrestres, dont deux postes de contrôle. Un système Shadow 200 comprend 3 drones RQ-7 Shadow opérationnels et un quatrième démonté, à disposition de la section de maintenance. Ce système conçu pour permettre au commandement de troupes terrestres de disposer de son propre équipement de reconnaissance diurne et nocturne, de surveillance du champ de bataille, de recherche de cibles et d’évaluation des pertes.

## Description du drone AAI RQ-7 Shadow
Le drone RQ-7A est un monoplan à aile haute est de construction composite, entraîné par un moteur à piston rotatif de 38 ch UEL AR-741 fonctionnant au carburant automobile (MOGAS). Le moteur étant, comme sur la plupart des drones modernes, à hélice propulsive, deux poutres encadrant l’hélice supportent un empennage en V inversé. L’appareil repose sur un train tricycle fixe classique, mais il est généralement lancé au moyen d’une catapulte pneumatique, l’atterrissage se faisant de façon automatique, sans intervention du pilote, avec un crochet d’arrêt et un système de câbles.
Il embarque une caméra à prise de vue optique et infrarouge, des équipements de radiocommande et de transmission d’image, ainsi qu’un système GPS pour la navigation. Destiné à couvrir la zone d’opérations d’une brigade durant 4 heures, il dispose d’un autonomie de 125 km (limite technique imposée par la transmission des données). Il est généralement utilisé à une distance moyenne de 50 km de son point de lancement, opérant entre 2 400  et   3 000 m de jour, 900  et   2 400 m de nuit.
Un système Shadow peut assurer la surveillance continue d’une zone durant 12 heures et suivre les mouvements d’une brigade. Il est donc possible de transférer le contrôle d’un drone en vol d’une station de contrôle à l’autre.

## Origine et développement
Face aux problèmes rencontrés en 1997/1998 par le Alliant Techsystems RQ-6 Outrider, le JROC a demandé en mars 1999 à l’US Army et à l’US Navy de travailler chacune de leur côté au développement d’un nouveau drone tactique (TUAV). Après comparaison des deux projets la proposition de l’US Army (une version modernisée du AAI RQ-2 Pioneer) fut retenue avec trois points clés : utilisation de carburant automobile (MOGAS) pour le drone comme pour les générateurs, système d’imagerie passive de jour et de nuit, compatibilité avec les systèmes d’aide au commandement existants.
En décembre 1999, AAI Corp se vit donc commander la réalisation de 4 systèmes Shadow 200 Phase I, suivis de 4 supplémentaires en mars 2001. Les systèmes Phase I ne devant couvrir que partiellement le cahier des charges une mise à niveau pour passer en Phase II était prévue avant intégration des systèmes de compatibilité exigés par le JROC.
En février 2001 fut organisé à Fort Huachuca, Arizona, un essai opérationnel du drone destiné à valider le domaine opérationnel avec des vols allant de 8 à 18 heures, conduits par des militaires et des employés d’AAI. Perturbés par la météo et la perte d’un prototype en vol, ces essais durèrent trois semaines au lieu des 5 jours prévus. Parallèlement des essais de compatibilité entre la station au sol et les équipements d’aide au commandement sur le champ de bataille de la 4th Infantry Division furent menés en février et mars 2001 à Fort Hood, Texas. Ces essais précédèrent une commande pour 4 systèmes Phase I supplémentaires et une évaluation opérationnelle et des tests d’intégration qui débutèrent le 29 avril dans un contexte opérationnel reproduisant les conditions opérationnelles d’une mission de maintien de la paix du type Kosovo. Or cette phase d’essais dut être suspendue après la perte de deux drones supplémentaires durant les deux premiers jours. Deux autres drones furent perdus la semaine suivante et le programme des essais en vol suspendu après 35 heures sur les 150 prévues.
Fin 2001, le programme  connaissait un certain retard et un nouveau contrat portant sur la réalisation de 6 systèmes Phase I supplémentaires fut accordé à AAI Corp au lieu d’une commande ferme attendue de 44 systèmes complets. Il faudra attendre octobre 2002 pour que le système complet soit enfin au point et que sa production soit autorisée. Le coût du système était alors estimé à 36 millions de dollars pour une station terrestre complète avec 2 drones, chaque drone supplémentaire coûtant 275 000 dollars.

## Versions

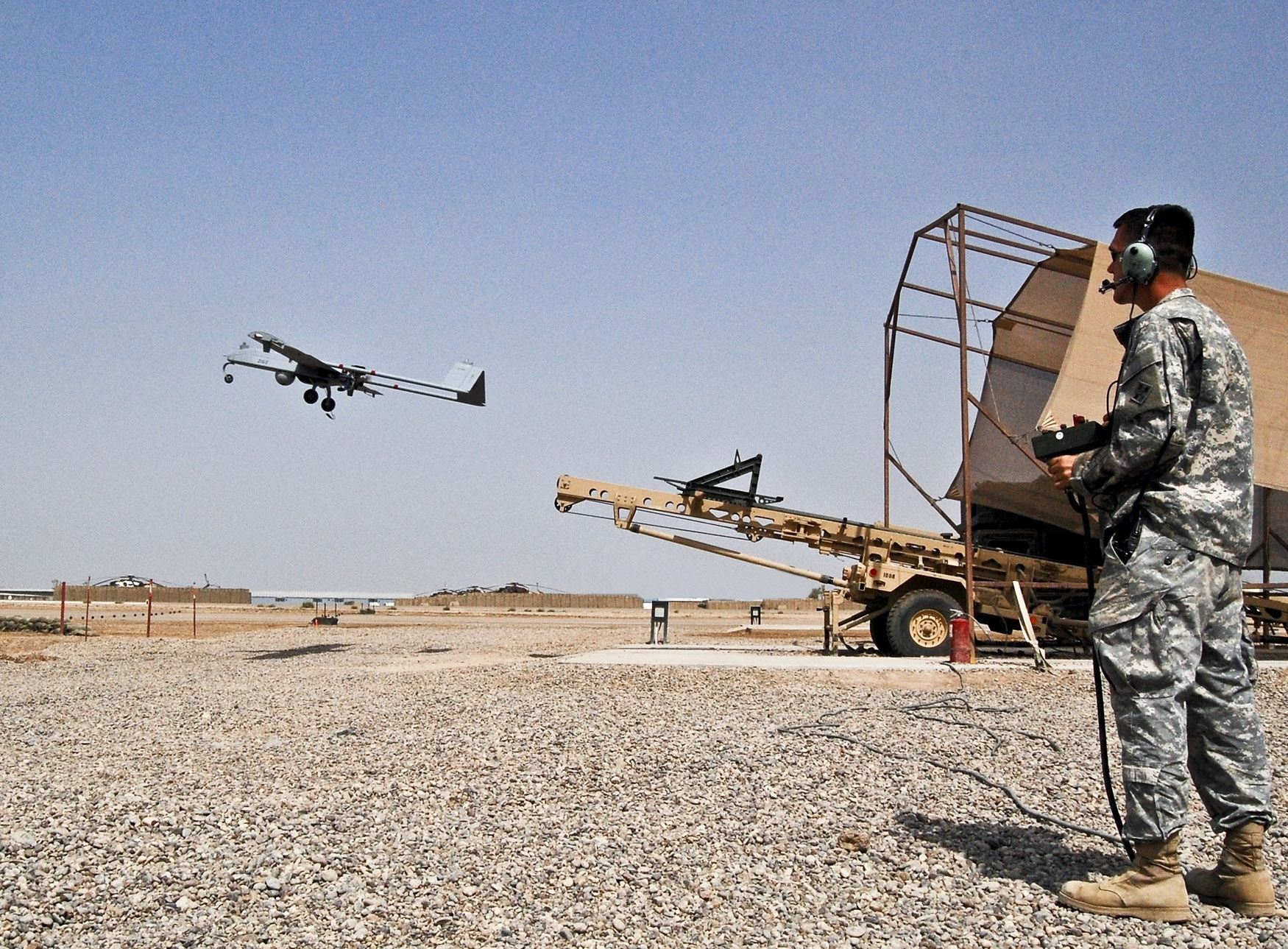
Lancement d'un modèle RQ-7B.

- RQ-7A Shadow : Version de base du drone utilisée par le système Shadow. Cet appareil correspond au système de Phase I du programme de développement.
- RQ-7B Shadow : Modèle de drone produit à partir de l'été 2004, correspondant à la Phase II du programme de développement. Il se distingue de son prédécesseur par une voilure agrandie de 91 cm, dotée d’un nouveau profil d’aile et traitée en réservoir structural pour accroître l’autonomie de l’appareil, qui passe à 7 heures. Cette nouvelle version dispose aussi d'une suite électronique embarquée et au sol satisfaisant aux demandes initiales du JROC, mais le moteur utilise du carburant avion (AVGAS 100) à la demande de l’US Army, qui espère ainsi limiter le nombre de pannes de moteur notées en Irak.
- Shadow 400 : Version navalisée du Shadow 200, faisant appel au même drone, dont le contrôle peut être transféré d'un navire à l'autre ou d'un navire à une station terrestre. Cette version a été développée au profit de forces navales alliées des États-Unis.
- Shadow 600 : Système de reconnaissance du champ de bataille développé pour l'exportation et faisant appel à un drone légèrement modifié. Il s'agit en fait d'un RQ-2 Pioneer doté de panneaux externes de voilure  flèche et d'un moteur UAV EL 801 de 52 ch. Le système Shadow 600 a été vendu à plusieurs pays, dont la Roumanie.

## Utilisateurs
- États-Unis :
  - United States Army : En mars 2004 l’US Army avait en commande 33 systèmes Shadow 200, dont 20 étaient déjà livrés, avec un besoin total estimé à 88, soit 352 RQ-7A/B, plus un nombre indéterminé d’appareils pour compenser les pertes en opérations.

Le RQ-7A a fait ses débuts opérationnels au cours de l’invasion de l’Irak en 2003 et participe toujours aux opérations dans ce pays, bien que les conditions opérationnelles (chaleur, sable…) ne soient pas très favorables pour les drones. Malgré de nombreux problèmes de moteur, il semble apporter une grande satisfaction aux responsables militaires américains sur le terrain. Fin octobre 2006 l’US Army estimait ses besoins à 70 systèmes Shadow afin d’équiper chaque brigade envoyée en Irak ou en Afghanistan. Sur les 64 commandés depuis décembre 1999, 51 avaient été livrés, soit 256 drones, totalisant 129 000 sorties, en particulier au profit des 2d et 4th Infantry Division, 1st Cavalry Division et 82nd Airborne Division en Irak, ou du 173rd Special Troops Battalion (Airborne) en Afghanistan. En juillet 2007 le système Shadow totalisait 200 000 heures de vol et 300 000 en avril 2008.
- - US Marine Corps : En 2007 l’USMC a commencé à remplacer les RQ-2 Pioneer des VMU-1 et VMU-2 par des RQ-7B (3 systèmes par unité) et une VMU-3 a été commissionnée le 12 septembre 2008. La création d’une VMU-4 est envisagée pour 2011.
  - La FAA a accordé un certificat de navigabilité expérimental au Shadow pour utilisation sur l’aéroport municipal de Benson, en Arizona. C’est à ce jour[Quand ?] la seule certification accordée par la FAA à un appareil sans pilote lui permettant d'être mis en œuvre depuis un aérodrome ouvert à l'aviation générale.
  - Fin 2011, un total de 364 RQ-7 et 262 stations de contrôle au sol sont en service dans les forces armées des États-Unis[1].
- Roumanie : La Roumanie a acheté 11 drones Shadow 600, qui ont été utilisés en soutien des troupes polonaises opérant en Irak.
- Suède : Acheté en 2010. Sert en 2015 au sein de la Mission multidimensionnelle intégrée des Nations unies pour la stabilisation au Mali[2]